# Armu
Armu (gr. Άρμου) – wieś w Republice Cypryjskiej, w dystrykcie Pafos. W 2011 roku liczyła 600 mieszkańców.